# Ballater
Ballater (Schots-Gaelisch: Bealadair) is een dorp in Aberdeenshire, Schotland. Het bevindt zich aan de rivier de Dee, direct ten oosten van de bergketen de Cairngorms. Ballater ligt 213 meter hoog, is een gebied voor wandelaars en staat bekend om zijn bronwater. Het dorp telt circa 1.400 inwoners.

## Geschiedenis
Het middeleeuwse ontwikkelingspatroon dat langs de Dee loopt, werd beïnvloed door oude paden over de Grampian Mountains. Deze hoogvlakte bepaalde in de middeleeuwen de strategische locaties van kastelen en andere nederzettingen.
In het begin van de 14e eeuw maakte het gebied deel uit van de landgoederen van de Orde van Sint-Jan. De nederzetting ontwikkelde zich echter pas rond 1770, eerst als kuuroord om bezoekers te huisvesten en later bij de komst van de spoorlijn 1866.
Het treinstation van Ballater, dat het voormalige eindpunt van de Deeside Railway is, werd in 1966 gesloten. Het is nog wel in gebruik als bezoekerscentrum met een tentoonstelling die de koninklijke band van het dorp vertelt. Balmoral Castle, het vakantiehuis van de Britse koninklijke familie, ligt 11 kilometer ten westen van Ballater. De familie heeft het dorp sinds de tijd van koningin Victoria vaak bezocht. Birkhall, een landgoed van koning Charles III, ligt 1,5 kilometer ten zuidwesten van Ballater.
Veel gebouwen dateren uit het Victoriaanse tijdperk en het centrum van het dorp is daardoor een beschermd gebied. Het oude bezoekerscentrum werd in 2015 zwaar beschadigd door brand, maar is daarna gerestaureerd en heropend.

## Galerij

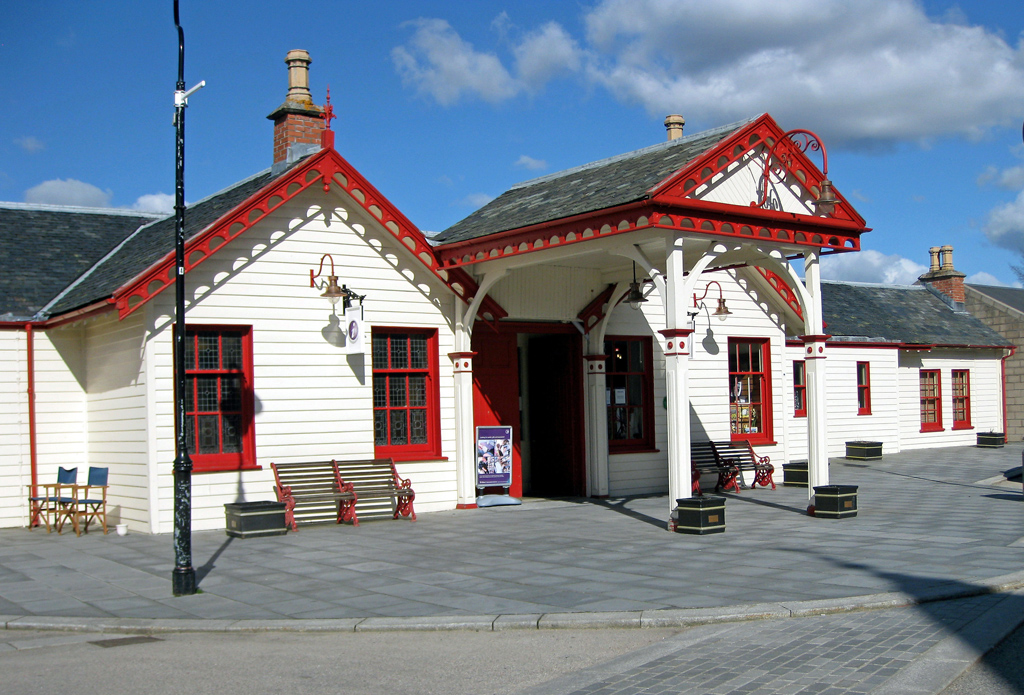
Het oude treinstation
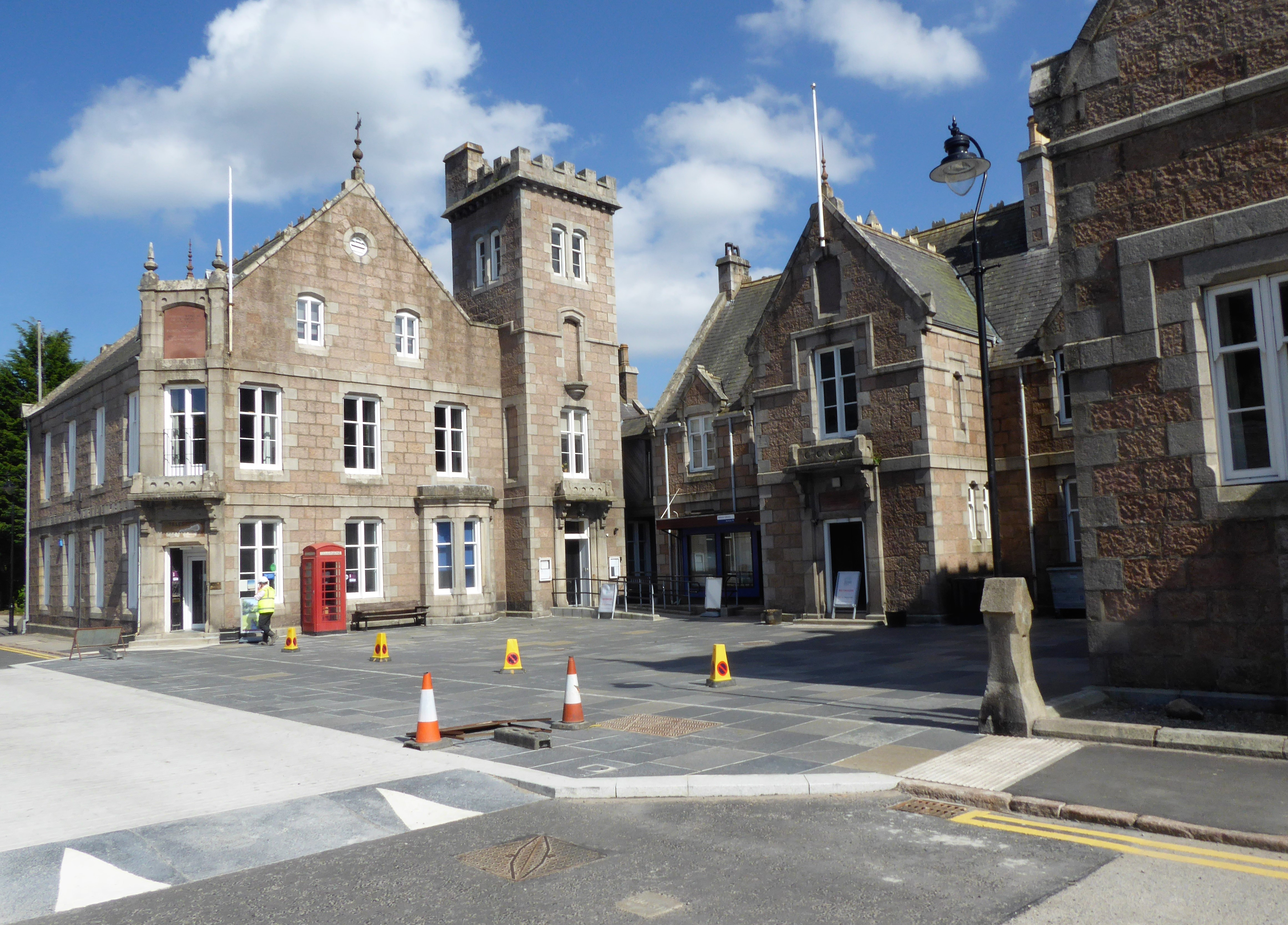
Victoria and Albert Halls

## Geboren
- Patrick Geddes (1854-1932), bioloog, socioloog en stedenbouwkundige